# (39473) 1978 VW3
(39473) 1978 VW3 est un astéroïde de la ceinture principale d'astéroïdes découvert en 1978.

## Description
(39473) 1978 VW3 a été découvert le 6 novembre 1978 à l'observatoire Palomar, situé au nord de San Diego en Californie, par Eleanor Francis Helin et Schelte J. Bus.

### Caractéristiques orbitales
L'orbite de cet astéroïde est caractérisée par un demi-grand axe de 2,38 ua, un périhélie de 2,33 ua, une excentricité de 0,02 et une inclinaison de 5,93° par rapport à l'écliptique. Du fait de ces caractéristiques, à savoir un demi-grand axe compris entre 2 et 3,2 ua et un périhélie supérieur à 1,666 ua, il est classé, selon la JPL Small-Body Database, comme objet de la ceinture principale d'astéroïdes.

### Caractéristiques physiques
(39473) 1978 VW3 a une magnitude absolue (H) de 15,3 et un albédo estimé à 0,225.